# 岐南町立岐南中学校
岐南町立岐南中学校（ぎなんちょうりつ ぎなんちゅうがっこう）は、岐阜県羽島郡岐南町にある中学校。
岐南町唯一の中学校であり、岐南町立東小学校、岐南町立西小学校、岐南町立北小学校の生徒が進学する。

## 所在地
- 岐阜県羽島郡岐南町徳田3丁目284

## 沿革
- 1971年（昭和46年） - 建設地が決まる。
- 1972年（昭和47年）9月20日 - 校舎起工式。
- 1973年（昭和48年）
  - 4月1日 - 岐阜市岐南町組合立厚八中学校が分割され、岐南町笠松町中学校組合立岐南中学校として開校。校区は旧・厚八中学校のうち、岐南町の校区（旧・八剣村）、及び旧・羽栗中学校の校区（岐南町の旧・上羽栗村の地域と笠松町の旧・下羽栗村の地域）。羽栗中学校はこの時点では廃校ではないが、羽栗中学校の生徒は全員岐南中学校に移る。
  - 4月8日 - 開校式を行う[1]。
- 1974年（昭和49年）2月1日 - 羽栗中学校を正式に統合。
- 1975年（昭和50年）7月2日 - プール完成。
- 1976年（昭和51年） - 校歌制定。
- 1979年（昭和54年）3月20日 - 校舎を増築。
- 1985年（昭和60年）4月1日 - 校区変更により、笠松町の生徒は笠松町立笠松中学校に編入される。これにより、岐南中学校の校区は岐南町のみとなり、「岐南町立岐南中学校」となる。

## 部活動
- 野球部(男子のみ)
- ソフトボール部(女子のみ)
- サッカー部
- 陸上部
- ソフトテニス部
- ハンドボール部(男子のみ)
- バスケットボール部
- バレーボール部
- バドミントン部
- 剣道部
- 卓球部
- 科学部
- 美術部
- 音楽部
- 科学部

## 年間行事
- 入学式
- スポーツステーション
- 教育ステーション(2011年からは「学びステーション」→2018年に廃止)
- 合唱ステーション
- 卒業式

## 出身者
- 後藤友紀 - 岐南町長、元岐南町議会議員

## 交通機関
- 名古屋鉄道名古屋本線 岐南駅より徒歩15分。
- 岐南町コミュニティバス「岐南中学校前」バス停より徒歩約1分。

## 周辺施設
- 岐南町役場
- 岐南町図書館
- 岐南町歴史民俗資料館
- 岐南町総合体育館
- 岐阜バス岐南営業所
- エスラインギフ本社
- 岐南インターチェンジ
- 徳田インターチェンジ